# Али-заде, Рафик Гусейнович
Рафик Гусейнович Али-заде (азерб. Rafiq Hüseyn oğlu Əlizadə; 19 февраля 1949, Баку — 7 января 2021, Москва) — советский футболист, нападающий, полузащитник. Мастер спорта СССР (1970), заслуженный тренер России.

## Биография
Воспитанник РСДЮШОР «Нефтчи» Баку. 1966 год начал в «Локомотиве» Баку, затем — в составе «Нефтяника». В составе «Нефтчи» дебютировал 19 мая 1967 года в матче 1/16 финала Кубка СССР против челябинского «Локомотива», в чемпионате СССР за команду в 1968—1972, 1977—1982 годах сыграл 143 матча, забил пять мячей, в первой лиге в 1973 и 1976 годах в 45 играх забил 5 голов; в большинстве матчей выходил на замену. В 1973—1974 годах служил в армии и играл за «Звезду» / команду города Тирасполя. В 1975 году за «Черноморец» сыграл 17 матчей, забил один гол в чемпионате, провёл один матч в 1/32 Кубка УЕФА 1975/76 против «Лацио» (1:0).
На некоторое время оставил футбол. В 1988—1989 годах — старший тренер МЦОП «Бакинец», в 1989 году сыграл за МЦОП «Термист» 8 игр, забил один гол.
В 1991 году в первом чемпионате СССР по мини-футболу в составе «Нефтчи» в четырёх матчах забил восемь голов. Сыграл два матча за сборную СССР по мини-футболу.
В 1992—2008 — спортивный директор МФК «Дина», в сентябре 2010 — мае 2017 — вице-президент клуба по материально-техническому обеспечению.
Награждён медалью АМФР «За верность делу».